# Лиланд (Илиноис)
Лиланд (енгл. Leland) град је у америчкој савезној држави Илиноис.

## Демографија
По попису из 2010. године број становника је 977, што је 7 (0,7%) становника више него 2000. године.
| Група             | 2000.       | 2010.       |
| Белци             | 922 (95,1%) | 916 (93,8%) |
| Афроамериканци    | 0 (0,0%)    | 1 (0,1%)    |
| Азијати           | 0 (0,0%)    | 0 (0,0%)    |
| Хиспаноамериканци | 37 (3,8%)   | 53 (5,4%)   |
| Укупно            | 970         | 977         |